# Gaurax fulvifrons
Gaurax fulvifrons är en tvåvingeart som beskrevs av Becker 1916. Gaurax fulvifrons ingår i släktet Gaurax och familjen fritflugor. Inga underarter finns listade i Catalogue of Life.